# Вариконд

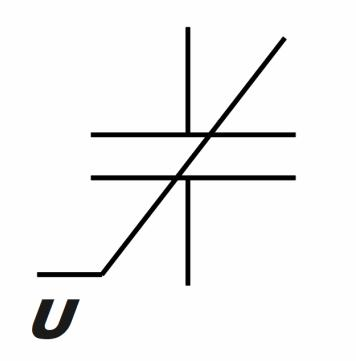
Условное графическое обозначение вариконда

Варико́нд (англ. vari(able) — переменный и англ. cond(enser) — конденсатор) — электрический конденсатор, ёмкость которого нелинейно изменяется в широких пределах в зависимости от напряжения, приложенного к его обкладкам.
В качестве изолятора в варикондах применяется специальная керамика, обладающая свойствами сегнетоэлектрика или параэлектрика. Диэлектрическая проницаемость такого материала значительно изменяется при изменении напряжённости электрического поля, в котором он находится. С увеличением напряжения диэлектрическая проницаемость (а, значит, и ёмкость конденсатора) растёт до определённого значения, а затем снижается. Вариконды выпускаются с номинальной ёмкостью от 10 пФ до десятых долей микрофарада. Ёмкость варикондов может изменяться в 4…8 раз.
Вариконды применяют в усилителях переменного и постоянного токов, умножителях частоты, стабилизаторах напряжения и других устройствах.
Преимущества варикондов — высокая механическая прочность и влагоустойчивость. Недостатки — нестабильность ёмкости, ограниченный диапазон рабочих частот и температур.